# 柳原博光
柳原 博光（やなぎわら ひろみつ、1889年（明治22年）3月19日 - 1966年（昭和41年）12月31日）は、日本の海軍軍人。最終階級は海軍中将。伯爵。

## 生涯
大原重朝伯爵の三男として東京府（現在の東京都）に生まれる。初名は大原 義質。柳原義光伯爵の養子となる。学習院を経て、1911年（明治44年）7月、海軍機関学校（20期）を優等で卒業し、翌年12月、海軍機関少尉任官。1917年（大正6年）12月、海軍大学校機関学生となり、1919年（大正8年）12月に卒業した。
巡洋戦艦「伊吹」分隊長、機関学校教官を経て、1922年（大正11年）5月から1924年（大正13年）7月までイギリスに駐在した。帰国後は連合艦隊参謀、機関学校教官、海大教官、ジュネーヴ会議随員を歴任。1927年（昭和2年）12月、海軍省軍務局員となり、同局第3課長を経て、1931年（昭和6年）12月、機関大佐に昇進し燃料廠製油部長となった。その後、軍需局第2課長、アメリカ駐在・艦政本部造兵造船監督長、商工省燃料局第2部長などを歴任し、1937年（昭和12年）12月、海軍少将に進級した。
1941年（昭和16年）10月に海軍中将となり、第1海軍燃料廠長として太平洋戦争を迎えた。その後、機関学校長を務め、1944年（昭和19年）10月、機関学校が海軍兵学校に統合され舞鶴分校となり分校長に就任。同年12月、予備役に編入された。
その後、帝国石油副総裁を務めた。1946年（昭和21年）2月、養父の死去に伴い伯爵を襲爵した。
1947年（昭和22年）11月28日、公職追放仮指定を受けた。

## 栄典
- 1925年（大正14年）12月15日 - 正五位[2]
- 1932年（昭和7年）3月1日 - 従四位[3]
- 1937年（昭和12年）12月15日 - 正四位[4]
- 1942年（昭和17年）12月28日 - 従三位
- 1944年（昭和19年）12月16日 - 正三位

## 親族
- 実父：大原重朝
- 養父：柳原義光
- 実母：上野沼田藩11代藩主 土岐頼之の娘
- 養母：柳原花子 川村純義（海軍大将）の娘
- 兄：大原重明（貴族院伯爵議員）、秋田重季（貴族院子爵議員）[5]
- 長女：式子（入夫:承光（実父：松平忠寿）
- 二女：在子（夫：松平直正）、
- 三女：行子（夫：島津矩久（島津忠重三男））